# 田寮村 (元朗區)

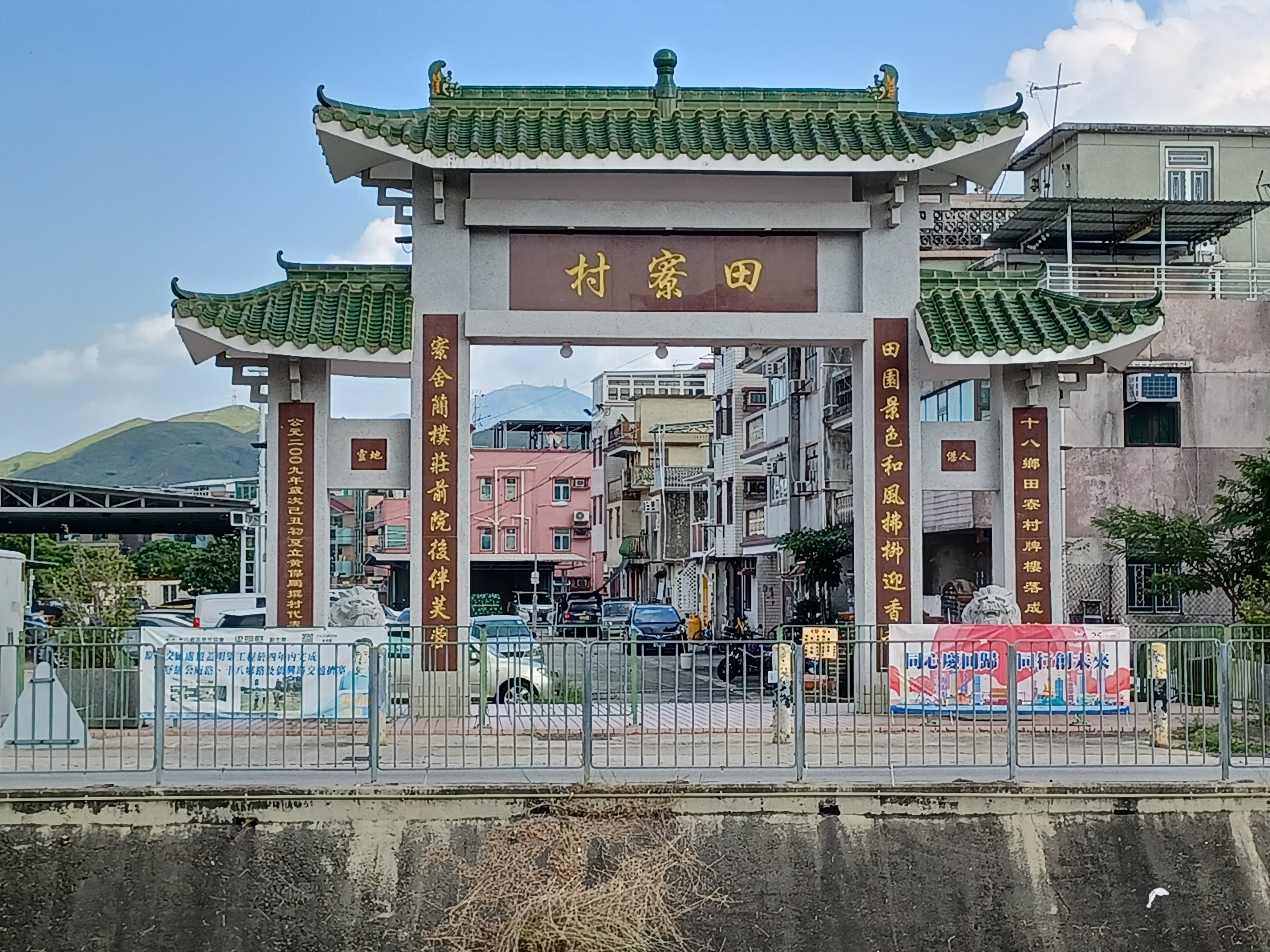
田寮村牌樓

田寮村（英語：Tin Liu Tsuen）是香港一條位於元朗區十八鄉的原居民圍村，位於公庵路、僑興路，面向元朗市中心。

## 歷史
十八鄉田寮村，於16世紀初立村。田寮村有胡、黃、葉、薛四個氏族。胡氏有分支居於鳳降村及鄰近的木橋頭村。1911年，田寮村有華人人口118人。
十八鄉田寮村原有五排緊密相連、座南向北的圍村。圍門、神廳建於村的中軸、村內建金錢水井。田寮村村前原本有一片風水池，緊接著村西邊和南邊與農田之間，一排竹林包圍著風水池。1960年代末，元朗明渠於村西邊建成，取代竹林。1990年代初，村內發展，池塘被填平。2009年，田寮村牌樓落成。

## 建築

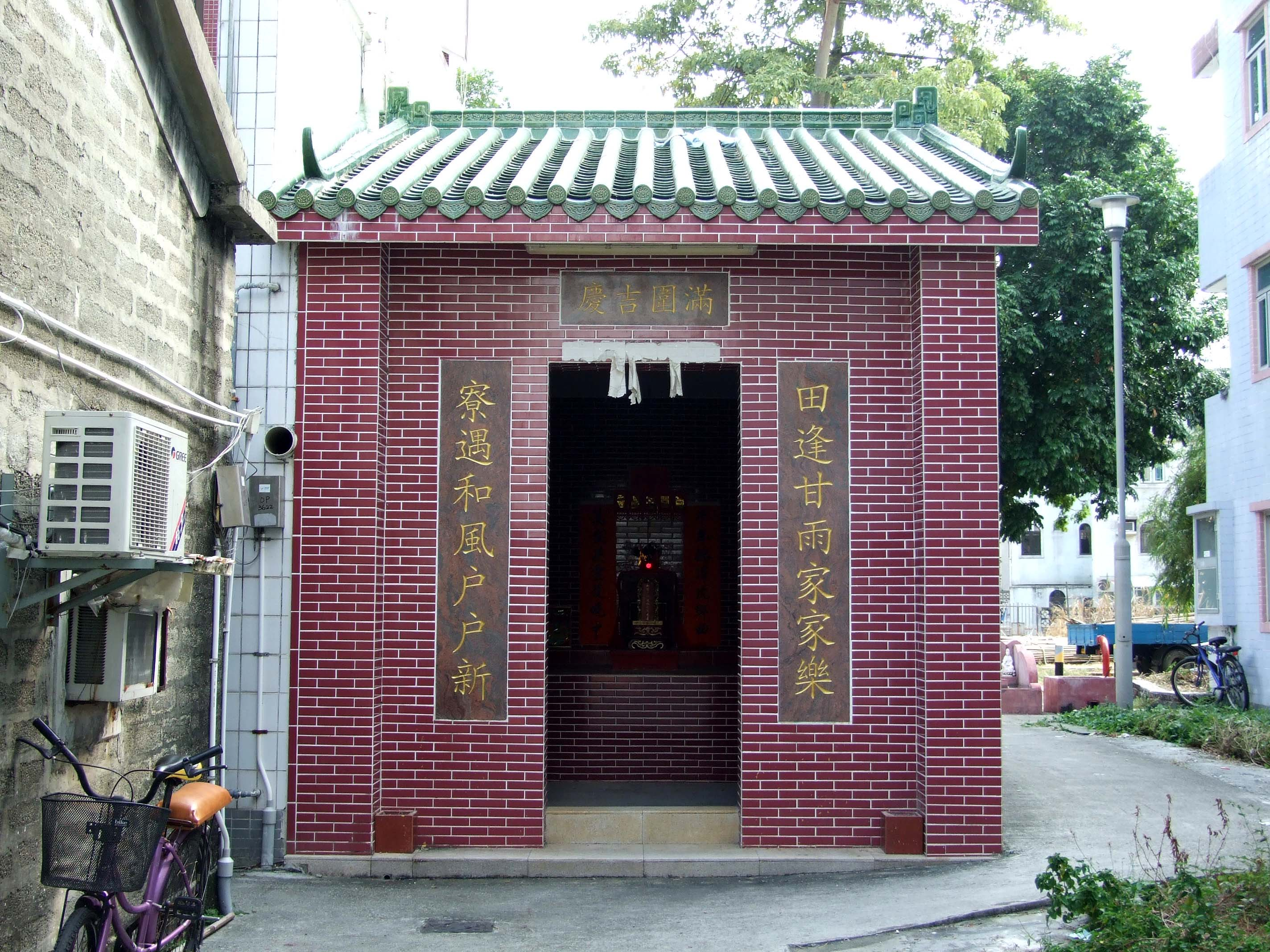
田寮村神廳

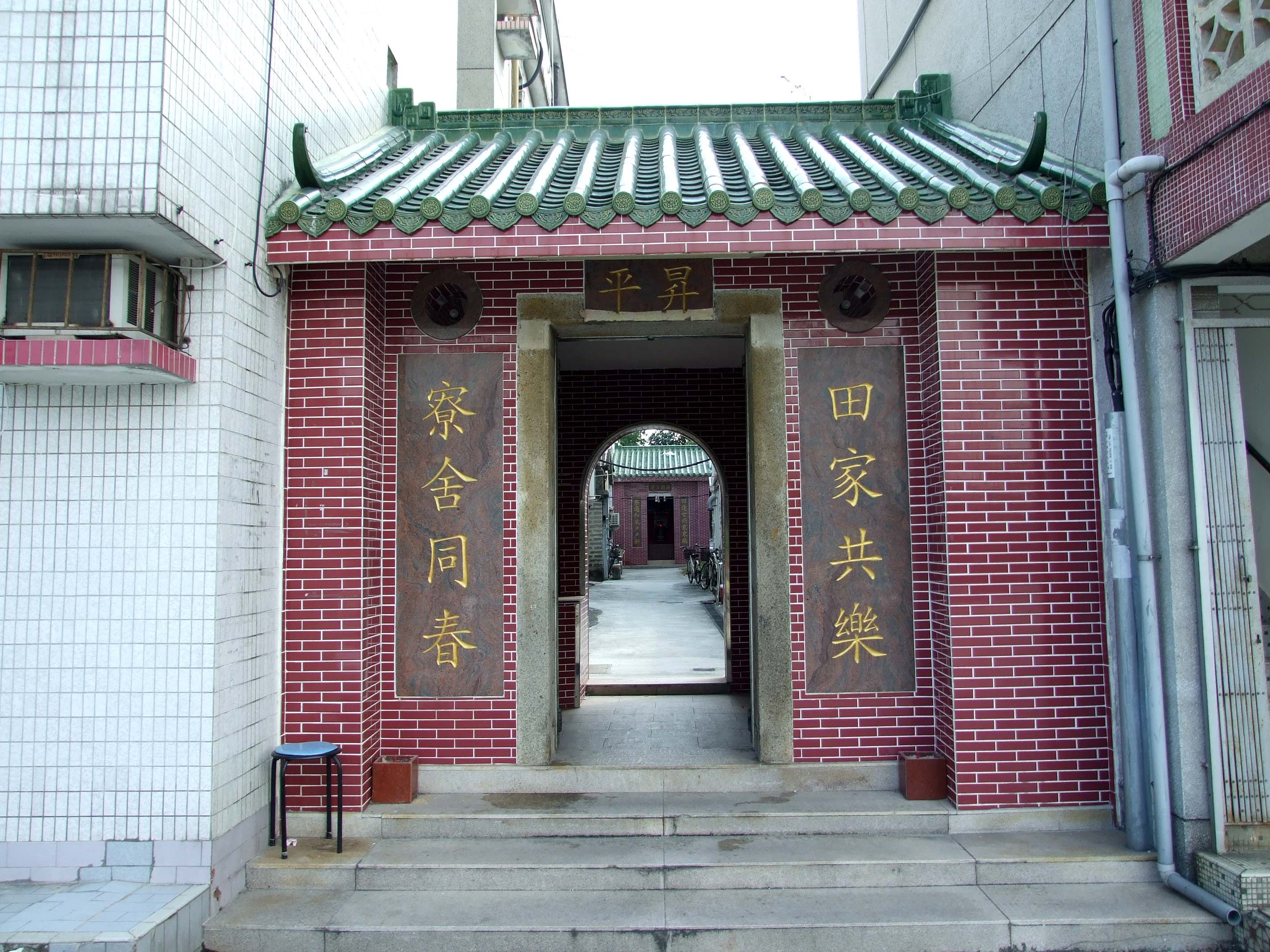
田寮村圍門

- 四慶堂：田寮村堂口，有「四姓和諧同慶」之意。
- 田寮村圍門（香港三級歷史建築）：1930 年重建，圍門前有對聯: 「田家共樂、寮舍同春」。[2]
- 田寮村神廳（香港三級歷史建築）：1935 年重建，神廳大門有對聯「田逢甘雨家家樂、寮遇和風戶戶新」和橫匾「滿圍吉慶」。神廳內裡供奉著茅洲流水感應大王（洪聖大王）、天后娘娘和土地福德神。神壇兩側貼上對聯「千年德澤流鄉曲、萬載英靈護境中」，掛有「祖德流芳」之牌。[3][4]

## 相關事件

### 與木橋頭村械鬥
田寮村與鄰近的木橋頭村因風水、鄉村基建問題積怨多年。1937年，兩村因祖堂物業業權問題鬥上法庭。1960 年，兩村發生一場集體械鬥，雙方約百名村民攜帶鋤頭、鐵枝、木棍等作武器混戰，十多人受傷、三人重傷。約一小時後大批警員到場鎮壓，穿山甲隊留守兩村維持秩序。

### 拆卸村屋意外
2023年8月19日，田寮村一間村屋拆卸時發生意外，導致一名工人死亡。

## 未來發展
早於2015年，香港政府於當年的《施政報告》提出發展包括元朗南在內三個地區的棕地，並於2017年擬議發展元朗南新市鎮擴展部分，而上述的發展範圍包括該村內的一個豬場。據政府當局指出，需收回的豬場處於「發展潛力用地的核心地帶」，加上相關地區於夏季對周遭民居的影響，不建議予以保留。當地豬農雖然就收回豬場發展一事表示了解，但建議政府應另覓選址，將受影響的豬場重置，並向受影響的豬農提供賠償。就相關事宜，漁農自然護理署表示會以開放態度考慮養豬業界的建議（包括但不限於搬遷／合併受影響之養豬場），唯未有就搬遷、賠償安排作出正面回應。

## 外部連結
- 居民代表選舉田寮（十八鄉）的劃定現有鄉村範圍（2019至2022年） （页面存档备份，存于）